# 1964 en informatique
1963 en informatique - 1964 - 1965 en informatique
Cet article présente les principaux évènements de 1964 dans le domaine informatique
- Affaire Bull

General Electric prend le contrôle de Bull. Cet événement clôt l'affaire Bull. De 1948 à 1960, les producteurs de matériels informatiques ont évolué de la mécanographie à l’informatique, progressivement et réactivement. Bull a réussi son apprentissage de l’électronique (voir Gamma 60), mais son concurrent IBM a mieux anticipé la programmation et le logiciel. D'autre part, les relations entre les ressources scientifiques de la recherche publique en logiciel et la compagnie Bull étaient distendues, et les sollicitations de l’État eurent peu d'effets. Malgré son vaste réseau commercial, Bull fut rachetée.
- IBM lance la série 360, première gamme d'ordinateurs compatibles entre eux et conçue aussi bien pour le calcul commercial que scientifique. Il s'en vendra plus de 14 000 jusqu'en 1970.

- Control Data Corporation commercialise le CDC 6600 qui sera le superordinateur le plus puissant du monde jusqu'en 1969.

- DEC lance le PDP-8, considéré comme le premier « mini-ordinateur » (il tient sur un chariot), et qui connaîtra un succès considérable dans les applications scientifiques et industrielles.

- Le système de réservation de voyage de American Airlines bascule complètement sur le système informatisé Sabre développé par IBM. Ce système sera par la suite utilisé par de nombreuses compagnies dont la SNCF.